# بدبورگ-هاو
بدبورگ-هاو (به آلمانی: Bedburg-Hau) یک شهر در آلمان است که در کلفه واقع شده‌است. بدبورگ-هاو ۱۲٬۹۲۶ نفر جمعیت دارد.

## خواهرخوانده
شهر ربنیک خواهرخواندهٔ بدبورگ-هاو هست.